# Ulrich Sieber (jurista)
Ulrich Sieber (* 18 de noviembre de 1950 en Stuttgart) 
es un abogado alemán y desde octubre de 2003, miembro científico y Director del Instituto Max Planck para el Derecho penal extranjero e internacional de Friburgo de Brisgovia.

## Carrera profesional

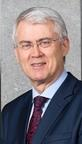
Ulrich Sieber

Ulrich Sieber estudió Derecho en las Universidades de Tubinga, Lausana y Friburgo / Brisgovia y obtuvo su doctorado en 1977 en la Universidad de Friburgo sobre "Delitos Informáticos y Justicia Penal". De 1978 a 1987 trabajó como abogado principalmente en derecho informático. 
En 1987 obtuvo el título de profesor de la Universidad de Friburgo, con una tesis sobre la "relación entre el derecho penal sustantivo y procesal penal" y fue nombrado para la Cátedra de Derecho Penal y Derecho de la Información de la Universidad de Bayreuth, donde permaneció hasta 1991,  de 1991 a 2000 fue decano de la Facultad y titular de la Cátedra de Derecho Penal, Derecho de la Información y de la informática en la Universidad de Wurzburgo. Después de un ranking de estudiantes era entonces el segundo más popular profesor en esta universidad. En 1994 declinó una llamada a la silla de la ley de informática en la Universidad de Münster (ahora profesor Thomas Hoeren) y optó por un profesor visitante en la Universidad de Tokio. De 2000 a 2003 trabajó como profesor de Derecho Penal, Derecho de la información y la informática en la Universidad Ludwig-Maximilian de Munich antes de asumir su actual cargo en el Instituto Max Planck. se le concedió la Universidad Neofit Rilski en Bulgaria con un doctorado honorario (doctor honoris causa) de 2005.
Además de su trabajo académico Sieber ha sido consultor independiente y tasador, en particular en el campo del derecho informático. En esta capacidad, él era el asesor especial de personal a dos miembros de la Comisión de la CE para las cuestiones de derecho informático y la lucha contra el fraude CE. También trabajó para la Comisión de Asuntos Jurídicos y varios Enquêtekommissionen del Parlamento alemán, el Ministerio Federal de Justicia, el Ministerio Federal Alemán de Educación, Ciencia, Investigación y Tecnología, la Policía Criminal Federal, el Consejo de Ministros y la Asamblea Parlamentaria del Consejo de Europa, la Comisión Europea, los ministros de G-8 (Estados Carnegie Group), la OCDE, las Naciones Unidas, la cámara Internacional de Comercio de París, el Senado de los Estados Unidos, el Departamento de Justicia de Canadá y la Agencia Nacional de Policía de Japón.

## Investigaciones
Sus publicaciones científicas se encuentra en las áreas de derecho multimedia y los delitos informáticos, delitos de cuello blanco y los delitos económicos, la lucha contra el crimen organizado, el derecho comparado, derecho europeo y la informática jurídica.
Sieber es editor de la serie científica "Informationis ius" europeos y "ius criminale" y coeditor de la serie de libros "ius Europæum" y la revista "Multimedia und Recht". Su libro "Manual Internacional sobre Delitos Informáticos", fue publicado en una traducción francesa, y otros libros en japonés.

## Reconocimientos y cargos ocupados
- 1991, Presidente de la Asociación para el Derecho penal europeo,
- 1994, miembro honorario de la asociación criminal japonesa,
- 2003, profesor Honorario y Director Científico del Centro de ciencias de la computación Legal de la Universidad Ludwig-Maximilian de Munich,
- 2004, profesor honorario y miembro de la facultad de la Universidad de Friburgo,
- 2004, profesor Asesor de la Universidad del Pueblo Chino de Pekín,
- 2005, profesor invitado de la Universidad de Wuhan / PRC
- 2005, miembro del Consejo de Dirección de la AIDP.
- 2015, doctor honoris causa de la Universidad Nacional del Altiplano de Puno.[1]